# اولایتان یوسف
اولایتان یوسف (انگلیسی: Olaitan Yusuf؛ زادهٔ ۱۲ ژانویهٔ ۱۹۸۲) بازیکن فوتبال اهل نیجریه است.
وی همچنین در تیم ملی فوتبال زنان نیجریه بازی کرده‌است.